# Do You Know
Do You Know (engelska för "Vet Ni") är den amerikanska sångerskan Jessica Simpsons femte studioalbum, utgivet den 9 september 2008. Albumets genre är countrypop.

## Låtförteckning
1. "Come on Over" (Jessica Simpson, Rachel Proctor, Victoria Banks) - 2:54
2. "Remember That" (Proctor, Banks) - 3:44
3. "Pray Out Loud" (Simpson, Brett James, John Shanks) - 3:45
4. "You're My Sunday" (Simpson, Luke Laird, Hillary Lindsey) - 4:40
5. "Sipping on History" (Simpson, Laird, H. Lindsey) - 4:14
6. "Still Beautiful" (James, Shanks, Simpson) - 3:44
7. "Still Don't Stop Me" (James, H. Lindsey, Simpson) - 3:27
8. "When I Loved You Like That" (Simpson, H. Lindsey, Aimee Mayo, Chris Lindsey) - 4:06
9. "Might as Well Be Making Love" (Gordie Sampson, Verges, H. Lindsey) - 3:51
10. "Man Enough" (Simpson, James, Troy Verges) - 4:19
11. "Do You Know" (Dolly Parton) - 5:04 (duett med Dolly Parton)

## Singlar
- Come on Over (27 maj 2008)
- Remember That (30 september 2008)
- Pray Out Loud (20 januari 2009)